# Municipio de Parson Creek
El municipio de Parson Creek (en inglés: Parson Creek Township) es un municipio ubicado en el condado de Linn en el estado estadounidense de Misuri. En el año 2010 tenía una población de 856 habitantes y una densidad poblacional de 5,82 personas por km².

## Geografía
El municipio de Parson Creek se encuentra ubicado en las coordenadas 39°46′13″N 93°17′45″O / 39.77028, -93.29583. Según la Oficina del Censo de los Estados Unidos, el municipio tiene una superficie total de 147.15 km², de la cual 144,03 km² corresponden a tierra firme y (2,12 %) 3,12 km² es agua.

## Demografía
Según el censo de 2010, había 856 personas residiendo en el municipio de Parson Creek. La densidad de población era de 5,82 hab./km². De los 856 habitantes, el municipio de Parson Creek estaba compuesto por el 99,42 % blancos, el 0,23 % eran afroamericanos, el 0,23 % eran de otras razas y el 0,12 % eran de una mezcla de razas. Del total de la población el 0,7 % eran hispanos o latinos de cualquier raza.